# Ctenopelma flammator
Ctenopelma flammator là một loài tò vò trong họ Ichneumonidae.